# تتیانا کیتایوا
تتیانا کیتایوا (انگلیسی: Tetyana Kitayeva؛ زادهٔ ۲۸ اکتبر ۱۹۹۵) بازیکن فوتبال است.
وی همچنین در تیم‌های ملی فوتبال زنان اوکراین بازی کرده‌است.